# Zacharie Chasseriaud
Zacharie Philippe Chasseriaud (Gonesse, 26 aprile 1996) è un attore francese famoso per aver recitato nei film Un'estate da giganti, 2 temps, 3 mouvements, La belle vie e nelle serie televisive Vive les vacances!, Drôle de famille!, Mes chers disparus! e Hippocrate.

## Biografia
Zacharie Chasseriaud è nato a Gonesse, Val-d'Oise, Francia il 26 aprile 1996. È figlio di Alexandre Chasseriaud e Solange Ferradura; sua sorella è l'attrice Jéromine Chasseriaud. Suo zio è il produttore musicale Vincent Ferradura, meglio noto come Vinz Vega.
A sei anni, ha accompagnando la sorella in un'agenzia pubblicitaria e lì si è subito fatto notare. Ha iniziato lavorando in slcune pubblicità, in particolare per la Disney e la Heinz. Nel 2004 ha esordito nel cinema interpretando il giovane Nicolas Duvauchelle in Poids léger di Jean-Pierre Améris. L'anno seguente ha esordito in televisione recitando in un episodio della serie La femme coquelicot. In seguito ha recitato per la televisione in diverse serie televisive tra le quali Il commissariato Saint Martin, Commissaire Valence, Little Murders by Agatha Christie e Vive les vacances!.
Poco assiduo negli studi, Zacharie ha lasciato la scuola a quattordici anni ed ha seguito dei corsi per corrispondenza. È appassionato di tennis.
Nel 2011 la sua carriera è giunta ad un punto di svolta quando ha ottenuto uno dei tre ruoli principali, con Martin Nissen e Paul Bartel, in Un'estate da giganti de Bouli Lanners, un film pluripremiato che ha valso ai tre giovani attori un Bayard d'Or per le loro interpretazioni al Festival international du film francophone de Namur. 
Nel 2013 ha recitato in La belle vie di Jean Denizot, nel ruolo di Sylvain, uno dei due figli di Yves, un padre in fuga che vive nascosto con i suoi due ragazzi. Un film in gran parte ispirato all'affare Xavier Fortin. In quello stesso anno è stato premiato due volte al Festival Jean Carmet de Moulins: premio della giuria e premio del pubblico per la migliore giovane speranza maschile, per il cortometraggio Sans les gants di Martin Razy.

## Vita privata
Dal 2016 al 2020 è stato fidanzato con Chloé Jouannet, figlia dell'attrice Alexandra Lamy e Thomas Jouannet.

## Filmografia

### Cinema
- Poids léger, regia di Jean-Pierre Améris (2004)
- L'empreinte de l'ange, regia di Safy Nebbou (2008)
- Le nain, regia di Jordan Rigaud – cortometraggio (2011)
- Un'estate da giganti (Les géants), regia di Bouli Lanners (2011)
- Les tribulations d'une caissière, regia di Pierre Rambaldi (2011)
- Tango Libre, regia di Frédéric Fonteyne (2012)
- In nome del figlio (Au nom du fils), regia di Vincent Lannoo (2012)
- 2 automnes 3 hivers, regia di Sébastien Betbeder (2013)
- La belle vie, regia di Jean Denizot (2013)
- L'âge de feu, regia di Léo Haddad – cortometraggio (2013)
- Aux yeux des vivants, regia di Alexandre Bustillo e Julien Maury (2014)
- Sans les gants, regia di Martin Razy – cortometraggio (2014)
- 2 temps, 3 mouvements, regia di Christophe Cousin (2014)
- Un début prometteur, regia di Emma Luchini (2015)
- Au plus près du soleil, regia di Yves Angelo (2015)
- Simon, regia di Emmanuel Caussé ed Eric Martin (2015)
- Un matrimonio (Noces), regia di Stephan Streker (2016)
- Beach Boys, regia di Jérémie Sein – cortometraggio (2016)
- Tropique, regia di Marion Defer – cortometraggio (2017)
- Pris de court, regia di Emmanuelle Cuau (2017)
- Nos patriotes, regia di Gabriel Le Bomin (2017)
- Fauves, regia di Robin Erard (2017)
- Cape Cod, regia di Inès Loizillon – cortometraggio (2017)
- Tout le monde ne survivra pas, regia di Thibault Lang-Willar – cortometraggio (2018)
- Plein la vue, regia di Philippe Lyon (2019)
- Permission, regia di Martin Razy – cortometraggio (2019)
- L'ennemi, regia di Stephan Streker (2020)
- Fanfare, regia di Léo Grandperret – cortometraggio (2021)
- Senza limiti (Sous emprise), regia di David M. Rosenthal (2022)

### Televisione
- La femme coquelicot, regia di Jérôme Foulon – film TV (2005)
- Les enfants j'adore, regia di Didier Albert – film TV (2006)
- L'affaire Villemin – miniserie TV (2006)
- Maman est folle, regia di Jean-Pierre Améris – film TV (2007)
- Il commissariato Saint Martin (P.J.) – serie TV, 1 episodio (2008)
- Père et maire – serie TV, 1 episodio (2008)
- Commissaire Valence – serie TV, 1 episodio (2008)
- Little Murders by Agatha Christie – serie TV, 1 episodio (2009)
- Les corbeaux - miniserie TV (2009)
- Ligne de feu – serie TV, 1 episodio (2009)
- Vive les vacances! – serie TV, 6 episodi (2009)
- Suite noire – serie TV, 1 episodio (2009)
- Quand l'amour s'emmêle, regia di Claire de la Rochefoucauld – film TV (2010)
- Interpol – serie TV, 1 episodio (2011)
- La Balade de Lucie, regia di Sandrine Ray – film TV (2013)
- Drôle de famille! – serie TV, 3 episodi (2009-2013)
- L'héritière, regia di Alain Tasma – film TV (2014)
- Mes chers disparus! – serie TV, 6 episodi (2014-2015)
- Peur sur la Base, regia di Laurence Katrian – film TV (2017)
- Capitaine Marleau – serie TV, 1 episodio (2017)
- Ippocrate - Specializzandi in corsia (Hippocrate) – serie TV, 16 episodi (2018-2021)

## Doppiatori italiani
- Arturo Valli ne Un'estate da giganti
- Lorenzo Crisci in Tango Libre

## Riconoscimenti
- 2011 – Festival international du film francophone de Namur
  - Bayard d'Or al miglior attore per Un'estate da giganti (con Martin Nissen e Paul Bartel)

- 2014 – Festival Jean Carmet de Moulins
  - Premio della giuria alla miglior giovane speranza maschile per Sans les gants

- 2017 – Festival du film de Cabourg
  - Premio al miglior attore in un cortometraggio per Tropique (con Théo Cholbi)